# Dicranomyia (Dicranomyia) baileyi
Dicranomyia (Dicranomyia) baileyi is een tweevleugelige uit de familie steltmuggen (Limoniidae). De soort komt voor in het Palearctisch gebied.